# Petra Zsankó
Petra Zsankó (Vasszécseny, 18 februari 2001) is een Hongaars wielrenster die sinds 2025 bij de UCI Women's World Tour-ploeg CERATIZIT Pro Cycling Team rijdt.

## Carrière
Zsankó nam in 2021 voor het eerst deel aan de nationale kampioenschappen op de weg en in het tijdrijden. Bij beide wedstrijden werd ze vierde. Één jaar later werd ze tweede in de tijdrit, achter Blanka Vas en bij de wegwedstrijd werd Zsankó derde, wederom achter Vas en Dorka Jordán. In 2023 reed Zsankó bij de Spaanse wielerploeg Massi-Tactic. In dat jaar werd ze nationaal kampioen tijdrijden bij de beloften en werd ze tweede bij de wegwedstrijd voor elite. Het jaar daarna reed ze bij een amateurploeg en won ze minstens zes amateurkoersen. Ook werd ze voor het eerst nationaal kampioene in de tijdrit, daarnaast won ze haar eerste UCI wedstrijd; de Poreč Trophy. Haar goede prestaties in 2024 leverde haar een profcontract op bij de World Tour-ploeg CERATIZIT Pro Cycling Team. Haar eerste World Tour-wedstrijd waar ze aan deelnam was de Ronde van de Verenigde Arabische Emiraten.

## Palmares
2022
 Hongaars kampioenschap tijdrijden, elite
 Hongaars kampioenschap op de weg, elite
2023
 Hongaars kampioene tijdrijden, beloften
 Hongaars kampioenschap op de weg, elite
2024
Poreč Trophy
 Hongaars kampioene tijdrijden, elite
 Hongaars kampioenschap op de weg, elite
2025
 Hongaars kampioene tijdrijden, elite

### Resultaten in voornaamste wedstrijden
| Jaar | Ronde van Italië | Ronde van Frankrijk | Ronde van Spanje |
| ---- | ---------------- | ------------------- | ---------------- |
| 2023 |                  |                     |                  |
| 2024 |                  |                     |                  |
| 2025 | opgave           |                     |                  |

| Jaar | Milaan-San Remo | Ronde van Vlaanderen | Parijs-Roubaix | Trofeo Alfredo Binda |  | WK op de weg |
| ---- | --------------- | -------------------- | -------------- | -------------------- |  | ------------ |
| 2023 |                 |                      |                | opgave               |  | opgave       |
| 2024 |                 |                      |                |                      |  |              |
| 2025 | opgave          | opgave               | 96e            |                      |  |              |

## Ploegen
- 2023 –  Massi-Tactic
- 2025 –  CERATIZIT Pro Cycling Team

Alonso · Brauße · Burlová · Van Dam · Eberle · Fiorin · Hartmann (vanaf 14/3) · Hashimi · Hengeveld · Jaskulska · Miermont · Le Mouel · De Zoete · Zsankó